# إيزابيل بليس
إيزابيل صوفي إميلي بليس (ولدت 1975) ممثلة أفلام وتلفزيون ومغنية كندية .

## روابط خارجية
- إيزابيل بليس على موقع IMDb (الإنجليزية)
- إيزابيل بليس على موقع ألو سيني (الفرنسية)
- إيزابيل بليس على موقع ميوزك برينز (الإنجليزية)
- إيزابيل بليس على موقع أول موفي (الإنجليزية)
- إيزابيل بليس على موقع ديسكوغز (الإنجليزية)
- إيزابيل بليس على موقع قاعدة بيانات الفيلم (الإنجليزية)
- إيزابيل بليس على موقع كينوبويسك (الروسية)